# Juan García Carpintero
Fray Juan García Carpintero (Moral de Calatrava, 1604 - 8 de diciembre de 1665) fue un religioso dominico y misionero español en Asia, venerable de la Iglesia Católica.

## Biografía
Era hijo de Juan y de Juana Ruy y fue bautizado el 13 de mayo de 1604. Tomó el hábito de joven en el convento de dominicos de Almagro y estudió en el de Convento de San Pablo el Real de Sevilla; siendo solo diácono pidió ir a Filipinas con el padre Diego Collado, para lo que fue ordenado presbítero y llegó a Manila en 1632. Destinado a la isla Formosa en 1633, donde había una muy corta guarnición española, dio principio a su predicación entre innumerables trabajos y peligros; auxilió en una epidemia de viruela en Quimaurri y, dividida la isla en provincias, le correspondió la de Calaban (cuya capital distaba treinta leguas de la guarnición española de San Salvador, fuerte establecido en la isla de Quelang en 1626 al norte de Formosa como enclave estratégico contra los holandeses) y absolutamente sin colonizar; partió con la única compañía de dos moros cristianos, un japonés y un formosino, recogiendo gran fruto en el tiempo que allí estuvo cuidando a enfermos, bautizando a conversos y rehuyendo al menos dos intentos de asesinato; el terreno era pantanoso y lo rindió al fin la fiebre, pero volvió tras reponerse y estuvo dos años en el pueblo de Santiago, donde edificó un templo y convirtió muchos indios y salvó una sublevación de los indígenas, sacando en los cuatro años que anduvo por Formosa un fruto apreciable. En 1635 su provincial lo mandó al Japón con otros misioneros y en 1637 fue a China en un grupo con otros cuatro misioneros. En tres meses consiguió predicar aceptablemente en su idioma en Tingtheu; las autoridades locales iniciaron su persecución y tuvo que refugiarse en Formosa, pero al solicitar los chinos que volviera lo hizo a los ocho meses. Fue encarcelado, juzgado y torturado en Foningcheu; esperaba el martirio y arengó a la multitud en la plaza cuando se iba a leer su sentencia, pero lo desterraron a Foyan, donde fue otra vez perseguido, y luego a Moyang, donde fue maltratado por decir misa. Conocía muy bien la Biblia y las obras de Santo Tomás de Aquino, de donde hallaba argumentos para la predicación y las controversias; también consultaba las obras de fray Luis de Granada y de Santa Teresa. Dos días antes de morir dirigió un largo y profundo sermón a sus fieles recomendándoles no desmayasen, encareciendo mucho la obediencia, el temor de Dios, el buen ejemplo y la caridad. Murió el 8 de diciembre de 1665.